# Satyria meiantha
Satyria meiantha är en ljungväxtart som beskrevs av Donn. Smith. Satyria meiantha ingår i släktet Satyria och familjen ljungväxter. Inga underarter finns listade i Catalogue of Life.